# STS-9

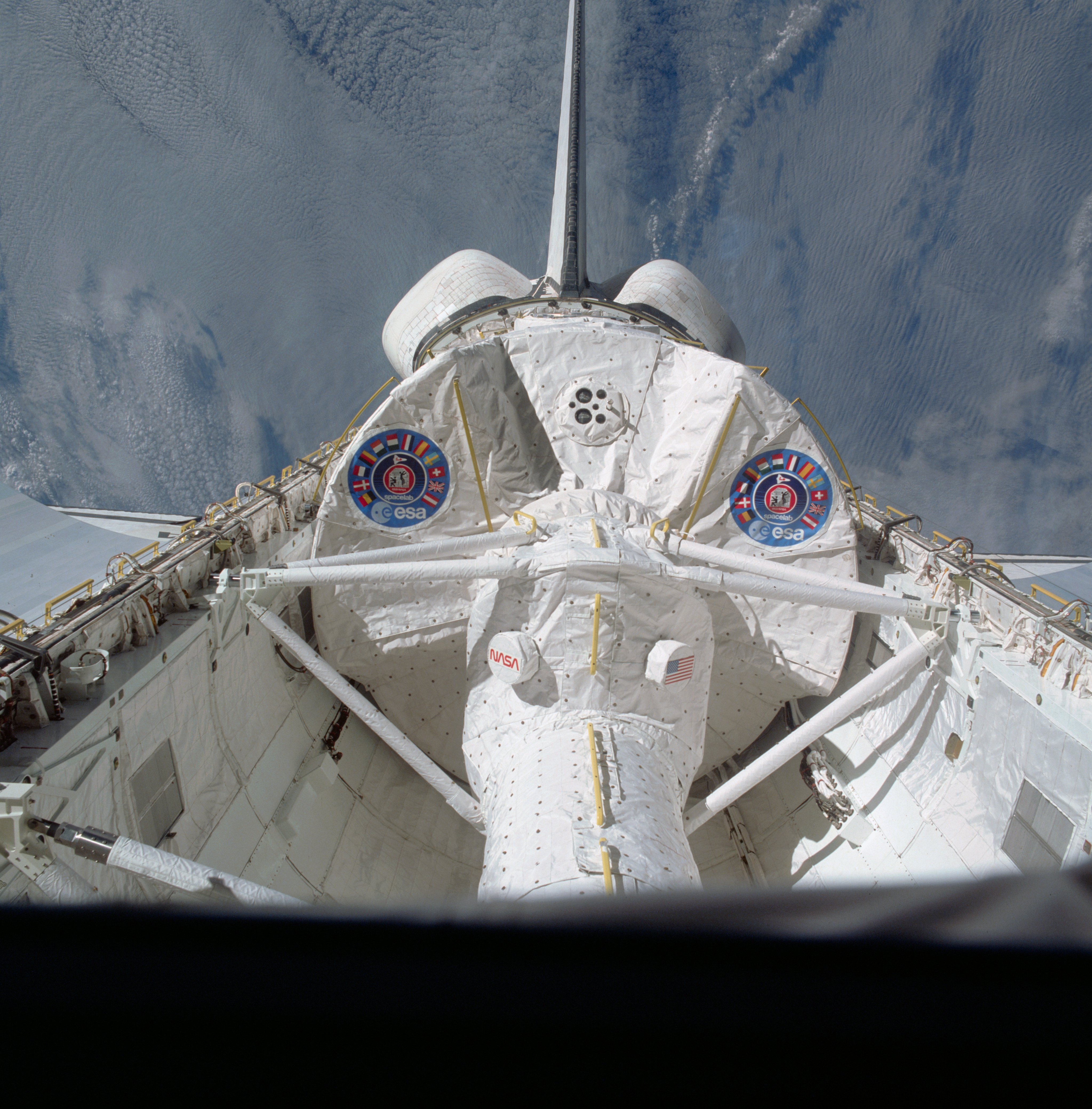
コロンビアのペイロードベイから見たスペースラブ

STS-9は、スペースシャトルコロンビアの6回目の飛行である。この後、コロンビアの飛行は1986年1月のSTS-61-Cまで無かった。また、これ以降、チャレンジャー号爆発事故を経てSTS-26で再び戻されるまで、スペースシャトル計画の番号の付け方が変わる前の最後の飛行となった。新しい番号の下で、STS-41-Aと呼ばれることもある。

## 乗組員
- 船長：ジョン・ヤング
6度目
- 操縦手：ブリュースター・ショウ（英語版）
1度目
- ミッションスペシャリスト1：オーウェン・ギャリオット
2度目
- ミッションスペシャリスト2：ロバート・A・パーカー（英語版）
1度目
- ペイロードスペシャリスト1：ウルフ・メルボルト, ESA
1度目
- ペイロードスペシャリスト2：バイロン・リヒテンバーグ（英語版）
1度目

### バックアップ
- ペイロードスペシャリスト1：ウッボ・オーケルス（英語版）
- ペイロードスペシャリスト2：マイケル・ランプトン（英語版）

## ミッションパラメータ
- 質量
  - 離陸時:112,318kg
  - 着陸時:99,800kg
  - ペイロード:15,088kg
- 近点:240km
- 遠点:253km
- 軌道傾斜角:57°
- 軌道周期:89.5分

## ミッションハイライト

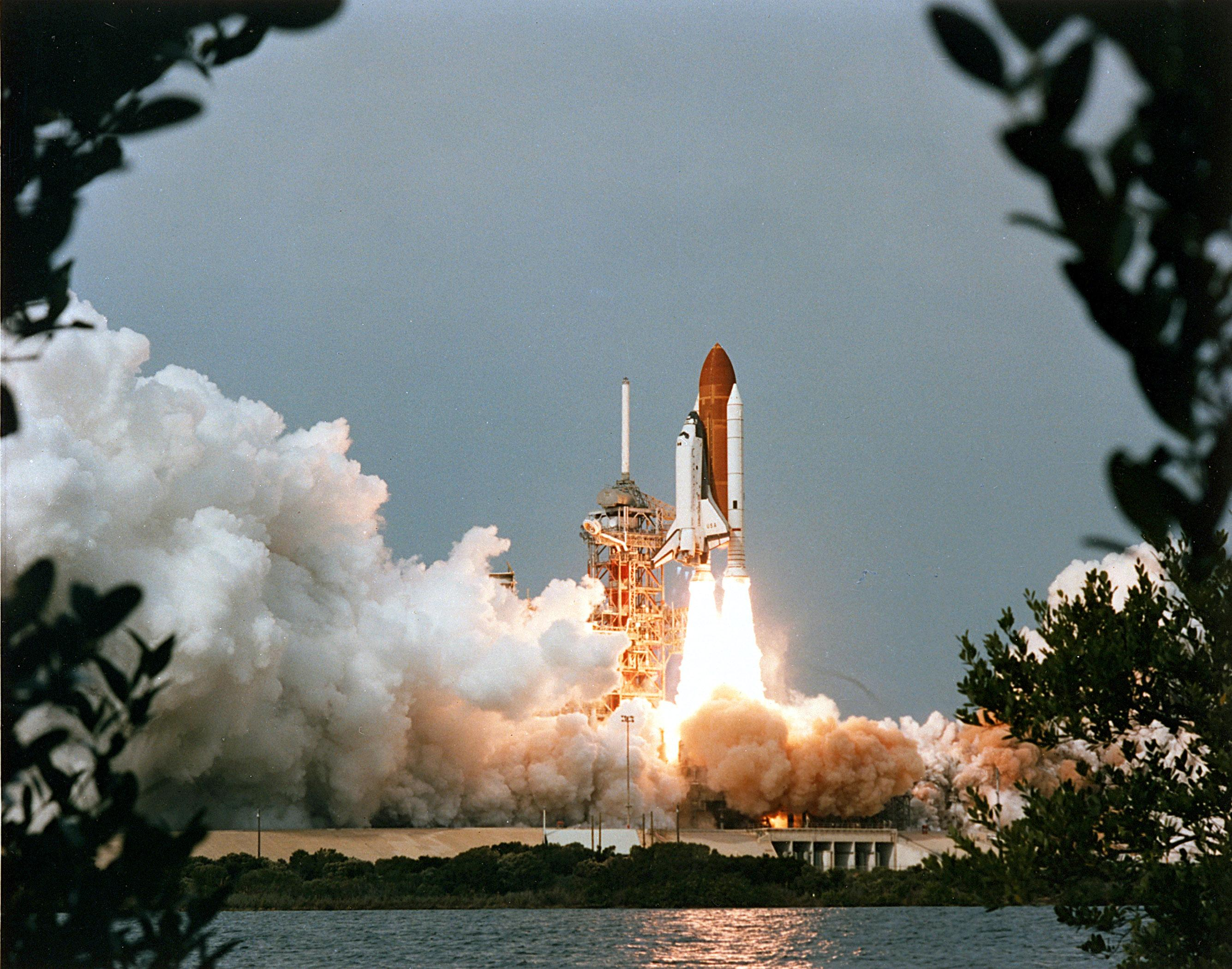
ケネディ宇宙センターからのSTS-9の打上げ

STS-9のミッションのために、コロンビア号は再び軌道に戻った。打上げは、スペースシャトル固体燃料補助ロケットのノズルの不調のため1ヶ月延期され、1983年11月28日午前11時ESTに行われた。そのため、ノズルの交換が行われたスペースシャトル組立棟まで一度機体を戻す必要があった。
当時の有人宇宙飛行の最多記録であった6人の乗組員には、NASA所属の宇宙飛行士以外で初めてスペースシャトルに搭乗する2人が含まれていた。西ドイツ国籍のウルフ・メルボルトは、スペースシャトルに初めて登場する外国人でもあった。また、バイロン・リヒテンバーグはマサチューセッツ工科大学の研究者であった。
このミッションの最大の目的は、NASAとESAの合同プロジェクトであるスペースラブを軌道に運ぶことであった。
乗組員は2つのチームに分かれ、それぞれが12時間交代で働いた。ヤング、パーカーとメルボルトは赤チーム、ショウ、ギャリオット、リヒテンバーグは青チームに入り、船長か操縦手がフライトデッキに、ミッションスペシャリストとペイロードスペシャリストが常時スペースラブ内にいる配置を取った。
プラズマ物理学、天文学、太陽物理学、材料科学、生命科学、地球観測等に関する72個の科学実験が行われた。実験がうまくいったため、期間が1日延長されて10日間となり、最も長いスペースシャトルの飛行となった。
さらに、オーウェン・ギャリオットはこの飛行中に、史上初めてのアマチュア無線の伝送を宇宙から行った。これ以降、教育目的やバックアップの通信手段として宇宙からのアマチュア無線が多く行われるようになった。

## ミッションの徽章
コロンビア号のカーゴベイには、このミッションで運ばれたスペースラブが描かれている。9つの星とオービタの軌跡は、ミッションの番号を表している。

## トラブル
再突入直前、二台の誘導コンピュータが故障したが、1台は再起動した。このトラブルにより再突入は8時間延期された。
着陸直前、APU3つのうち2つでヒドラジン漏れが生じ、火災となった。着陸時には、操縦翼面とブレーキを駆動する役割を担うが残りの1つで無事着陸した。
大規模な改修とアップグレードのため、1984〜1985年の間コロンビアの飛行は行われなかった。